# Локомотив (стадион, Русе)
Вижте пояснителната страница за други значения на Стадион „Локомотив“.
Стадион „Локомотив“ е спортно съоръжение в Русе. 
Официално е открит на 26 юни 1966 г. Построен е с доброволен труд на работниците и служителите на Локомотивно-вагонния завод по случай 100-годишнината на първата жп линия в България Русе - Варна.
Стадионът е бил собственост на БДЖ до 1991 г., когато е прехвърлен в активите на Община Русе.
Има капацитет за около 10 000 зрители.
Стадионът е използван от ФК Локомотив (Русе) от построяването му през 1966 г. непрекъснато до 2002 г., когато клубът е закрит.
В периода 2002-2004 г. стадион "Локомотив" е използван от ФК Русе 99 и от ФК Дунав (Русе).
След 2004 г. е предоставен на ФК „Аристон“, чиято фирма-майка "Аристон" ООД го взема на концесия от Община Русе в периода 2006-2021 г. 
След изтичането на концесията Община Русе си връща контрола над съоръжението и го предоставя за ползване на междувременно възстановилия дейността си ФК Локомотив (Русе).
Стадионът е част от спортен комплекс, включващ още голямо тренировъчно игрище, малки терени с изкуствена настилка, басейн, спортна зала, кафене, летен ресторант и паркинг.